# Samtweber
Der Samtweber oder Samtwida (Euplectes capensis) zählt innerhalb der Familie der Webervögel (Ploceidae) zur Gattung der Feuerweber (Euplectes).
Das Artepitheton bezieht sich auf das Kap der Guten Hoffnung.

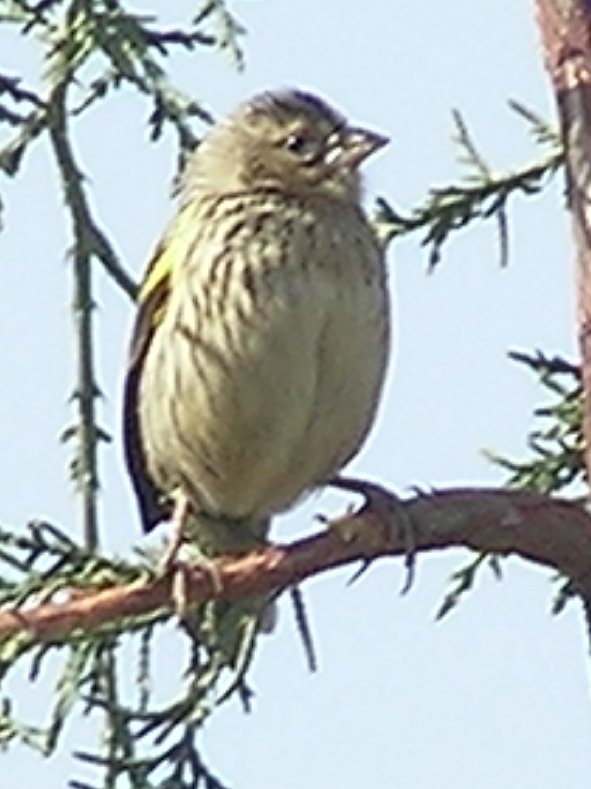
Samtwida, Männchen im Schlichtkleid

## Merkmale
Der Samtweber ist ziemlich untersetzt, kurzschwänzig, etwa 15 cm groß und 24–37 g schwer, das Weibchen ist etwas leichter.
Der Vogel hat einen kräftigen konischen Schnabel, schwarze Augen und dunkle Beine.
Das Männchen hat hell-gelb an Schultern und Bürzel, ist im Prachtkleid schwarz.
Im Schlichtkleid ist er wie das Weibchen ockerfarben, mit hellem Überaugenstreif, auf der Oberseite schwärzlich, ockerfarben gestreift. Der Jungvogel ist braun und stärker gestreift.

## Verbreitung und Lebensraum
In den Nordregionen hauptsächlich in höher gelegenem Grasland verbreitet, überwiegend in Höhen zwischen 1400 und 2300 m, im Osten Afrikas bis 3200 m.

## Geografische Variation
Es werden folgende Unterarten anerkannt:
- E. c. phoenicomerus G. R. Gray, 1862 – Hochland von Nigeria und Kamerun und Bioko
- E. c. xanthomelas Rüppell, 1840 – Hochland von Äthiopien
- E. c. crassirostris (Ogilvie-Grant, 1907) – Südosten Sudans, Westen und Osten Ugandas, östlicher Teil der Demokratischen Republik Kongo, in Ruanda und Burundi, Kenia, Tansania bis Sambia, Malawi, Simbabwe, im Nordosten Südafrikas und in Mosambik
- E. c. angolensis Neunzig, 1928 – Hochland von Angola
- E. c. capensis (Linnaeus, 1766) – Südafrika, Knysna-Region bis Kap der guten Hoffnung
- E. c. approximans (Cabanis, 1851) – Südafrika, Knysna-Region bis Gauteng, Eswatini und Lesotho

## Ernährung
Samtwida ernähren sich von Samen, hauptsächlich Grassamen, aber auch Mais, Oryza und Hirse.

## Fortpflanzung
Die Brutzeit liegt in Kamerun im November, in Äthiopien zwischen Juli und Oktober.

## Gefährdungssituation
Der Samtwida gilt als nicht gefährdet (Least Concern).